# Villamarzana
Villamarzana är en ort och kommun i provinsen Rovigo i regionen Veneto i Italien. Kommunen hade 1 168 invånare (2018).